# Parel van de Meierij
Parel van de Meierij is een oude titel voor de Noord-Brabantse plaats Veghel, gelegen in de Meierij van 's-Hertogenbosch. 

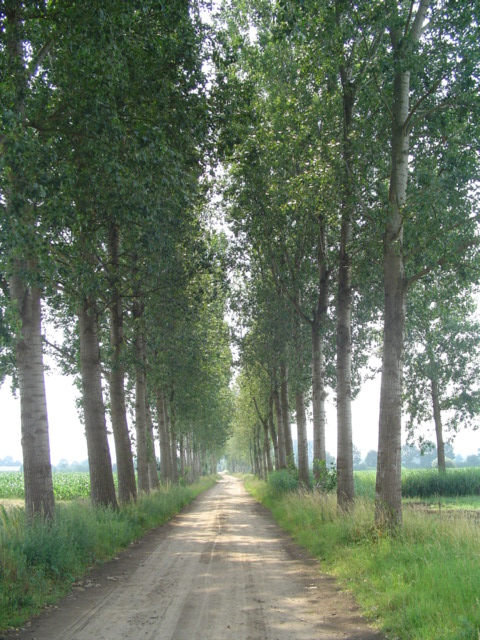
Populierenlandschap aan de Langsteeg bij Veghel.

In 1949 bracht Frans van Dorst als ode een lied uit met de titel "Veghel parel van de Meierij". Wegens stedelijke ontwikkeling vanaf midden 19e eeuw werd Veghel de 'Parel van de Meierij' genoemd, verwijzend naar de regionale functie van Veghel in de Brabantse Midden-Meierij en de vroeger zo mooie ligging van het dorp in het beekdal van de Aa. Een anonieme reiziger in de Meierij omschrijft Veghel in 1798 als:
‘Deeze plaats beviel mij, want zij is een uitmundtend, groot en schoon Dorp; men heeft hetzelve, voor weinige jaaren, voorzien met eenen straatweg en lantaarnen, zoo dat het eer een Vlek dan een Dorp gelijkt; het pronkt met eene schoone Kerk en mooië tooren, die nog nieuw is, zijnde de voorige door den bliksem afgebrand, ook is ‘er een fraai Raadhuis. De rivier de Aa stroomt zeer vermaaklijk langs dit Dorp, en de wandelwegen, die de korte tijd mij toeliet te bezigtigen, bevielen mij zeer wel.’
Begin 19e eeuw omschrijft de koster Adriaan Brock uit Sint-Oedenrode Veghel als volgt:
‘Veghel, een groot en net Dorp, ver het schoonsten van Peelland, maar ook een der treffelykste in de Meiery.’
De landellijke omgeving van Veghel verdween door die stedellijke ontwikkeling en ook het idyllische dorpshart met oude boerderijen, herenhuizen en linde- en kastanjebomen werd in de jaren 60 en 70 voorgoed gewijzigd. In de jaren 90 lanceerde de gemeente Veghel de leus Winkelcentrum Veghel, parel van de Meierij om de winkelfunctie van het dorp te promoten. In het nieuwe Masterplan Veghel 2030 wil men het verouderde winkelcentrum meer allure geven. Doelstelling is om de cultuurhistorische waarden van het Veghelse centrum beter te gaan benutten, waarmee men refereert aan de titel "Parel van de Meierij".